# Perryville (Alaska)
Pour les articles homonymes, voir Perryville.
Perryville est une localité d'Alaska (CDP) aux États-Unis dans le Borough de Lake and Peninsula. En 2010, il y avait 113 habitants.

## Situation - climat
Elle est située sur la côte sud de la Péninsule d'Alaska, à 443 km au sud-ouest de Kodiak et à 805 km au sud-ouest d'Anchorage.
Les températures moyennes vont de −6 °C à 10 °C en janvier, et de 4 °C à 16 °C en juillet.

## Histoire
La communauté Alutiiq a été fondée en 1912. Elle était alors un refuge pour les habitants qui avaient fui l'éruption du Mont Katmai. Même si de nombreux habitants avaient survécu, parce qu'ils étaient alors en campagne de pêche, le capitaine Perry a transporté les habitants vers Ivanof Bay pour assurer leur sécurité. Le village a donc été appelé d'abord Perry pour ensuite s'appeler Perryville en accord avec le nom que la poste, établie en 1930, souhaitait.
Pendant l'été, la majorité des habitants quittent le village pour pêcher à Chignik. Sinon, ils pratiquent une économie de subsistance, à base de chasse et de pêche.

## Démographie
| 1920 | 1930 | 1940 | 1960 | 1970 | 1980 |
| ---- | ---- | ---- | ---- | ---- | ---- |
| 85   | 93   | 92   | 111  | 94   | 111  |

| 1990 | 2000 | 2010 | - | - | - |
| ---- | ---- | ---- | - | - | - |
| 108  | 107  | 113  | - | - | - |

## Sources et références
- (en) CIS

- (en) Cet article est partiellement ou en totalité issu de l’article de Wikipédia en anglais intitulé « Perryville, Alaska » (voir la liste des auteurs).